# Pedro Filipak
Pedro Filipak (ur. 26 grudnia 1920, zm. 10 sierpnia 1991) – brazylijski biskup katolicki polskiego pochodzenia. Wyświęcony na księdza w 1945. Od 1962 biskup diecezjalny Jacarezinho w stanie Parana. Uczestnik Soboru Watykańskiego II (1962-1965).